# 新宿・みなと町
『新宿・みなと町』（しんじゅく・みなとまち）は、1979年8月1日に発売された森進一の46枚目のシングル。

## 解説
- 東京の新宿は海から遠く離れており、一見不自然なタイトルであるが、多くの人々が離れては戻ってくる様子を港町になぞらえている。

- この曲のヒットにより森の全てのシングル総売上枚数が1000万枚を突破した。これはピンク・レディー（1979年）に続くオリコン史上2人目の快挙であり、男性歌手では初めてだった。

- TBS「ザ・ベストテン」にもこの曲で初登場。最高9位にランク、10位以内には通算4週間ランクされた。また1979年末の「第30回NHK紅白歌合戦」でも、同曲を歌唱披露した。

## 収録曲
1. 新宿・みなと町（3分30秒）
作詞：麻生香太郎／作曲：西谷翔／編曲：竜崎孝路
2. 夜の再会（4分14秒）
作詞：白鳥園枝／作曲：蘭世[注釈 1]／編曲：前田俊明